# Arkansas City (Arkansas)
Arkansas City é uma cidade localizada no estado americano de Arkansas, no Condado de Desha.

## Demografia
Segundo o censo americano de 2000, a sua população era de 589 habitantes. 
Em 2006, foi estimada uma população de 544, um decréscimo de 45 (-7.6%).

## Geografia
De acordo com o United States Census Bureau tem uma área de 1,2 km², dos quais 1,2 km² cobertos por terra e 0,0 km² cobertos por água.

## Localidades na vizinhança
O diagrama seguinte representa as localidades num raio de 32 km ao redor de Arkansas City. 